# White Cloud City
White Cloud City, também conhecida como  Coppereid, é uma cidade fantasma do condado de Churchill, estado de Nevada, nos Estados Unidos. 

## História
Foi descoberto cobre na Cordilheira de Stillwater em 1869 num remoto canyon chamado White Cloud. Constituiu-se um  campo próximo das minas do campo mineiro com uma loja, saloon, vivendo nela 40 habitantes. Para chamar mais atenção à mina, foi implantada uma vila na boca do canyon chamada  White Cloud City. O crescimento, contudo não chegava e o campo permanecia pequeno. Em 1893 foi construída uma fundição de cobre e foi expedida um valor limitado.A vila enfraqueceu até 1907, quando a Nevada United Mining Company alargou e a vila de Coppereid nasceu na localização do original campo de White Cloud City. Chegaram a viver um número suficiente de habitantes para garantir uma estação de correios, pensão/pousada, saloons. A produção de minério era apesar de tudo limitada e a área ficou fantasma em 1912. Na atualidade, restam apenas ruinas de pedra.